# Альтман, Ливия
Ливия Альтман (нем. Livia Altmann; род. 13 декабря 1994, Кур) — швейцарская хоккейная Защитница. В составе сборной Швейцарии бронзовый призёр Олимпийских игр 2014 года. На начало 2014 года на клубном уровне играет за команду Цюрих Лайонс в чемпионате Швейцарии. Капитан национальной сборной с 2015 по 2020 год.
Помимо хоккея увлекается теннисом и гольфом. Из хоккейной семьи: отец Адриан Альтман играл за «Арозу» в 1982—1984 гг., старший брат Фабиан играл за «Арозу» и юниорские команды «Цуга».